# Robledo de Chavela

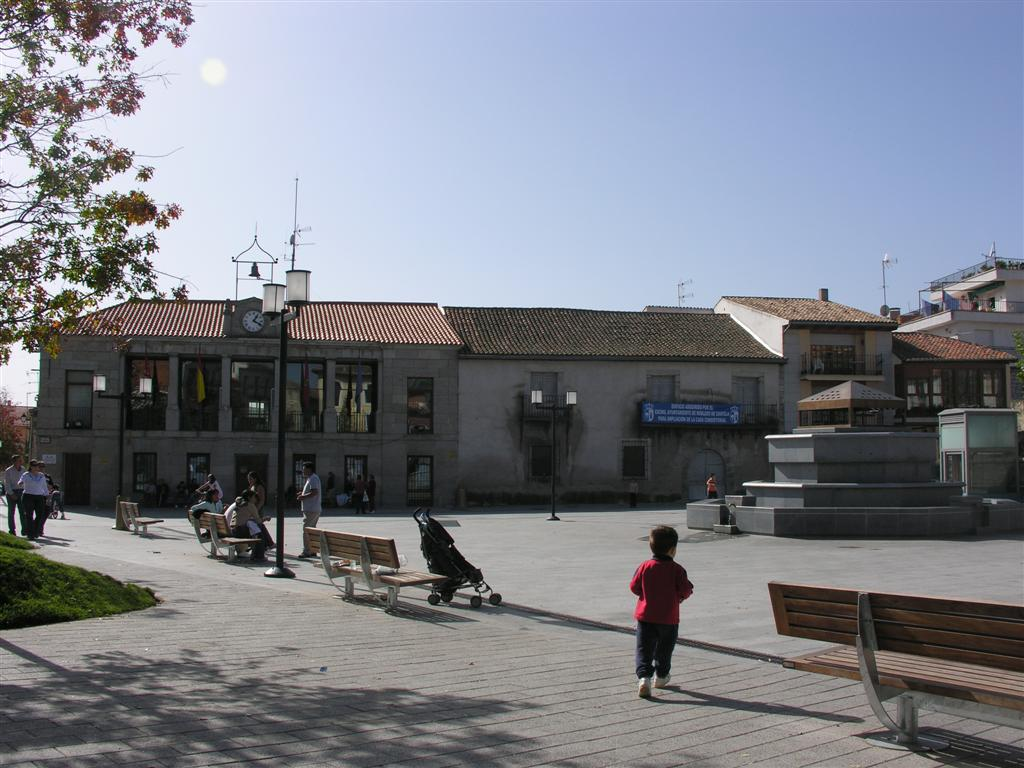
Robledo de Chavela.

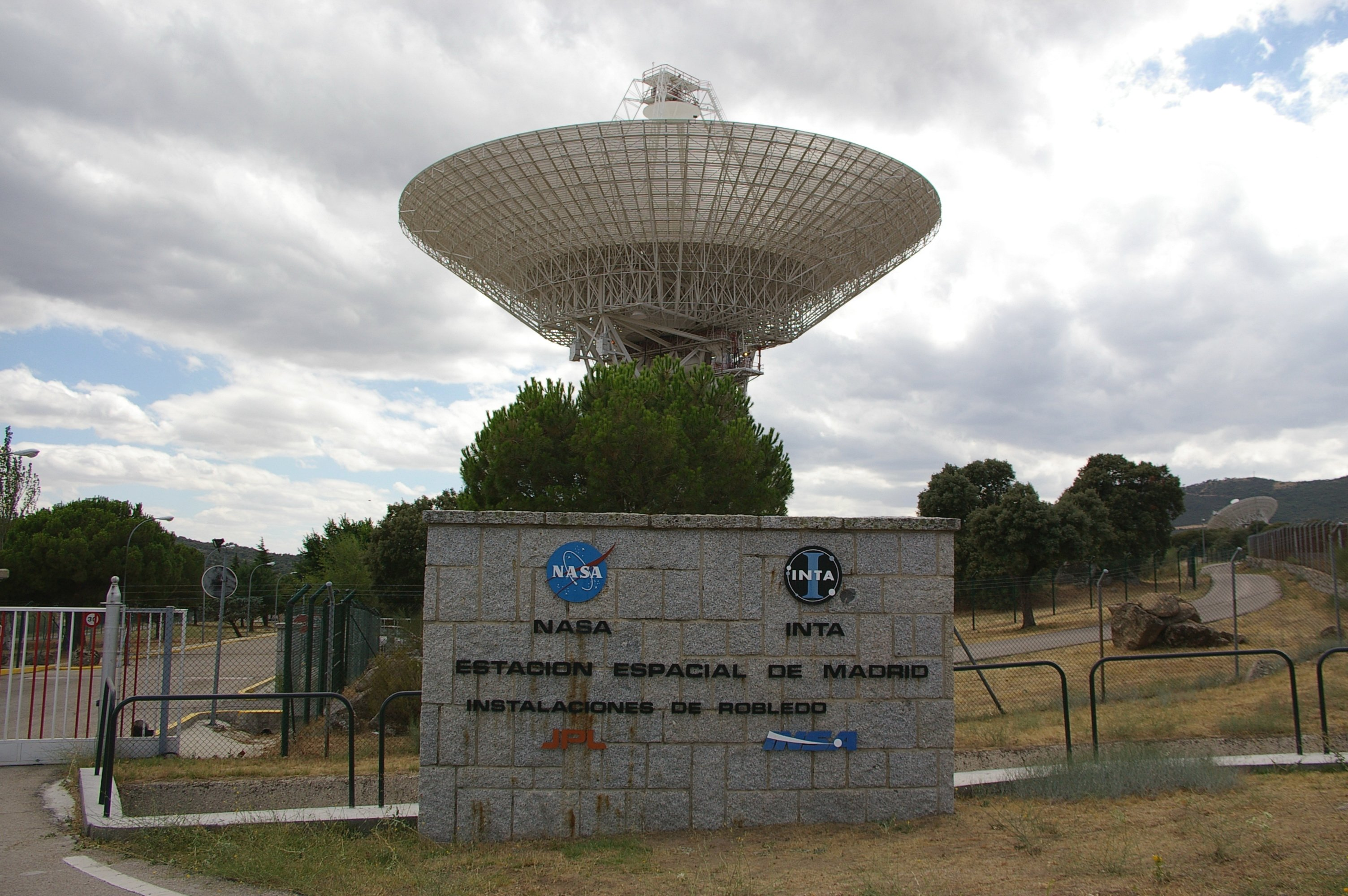
Madrid Deep Space Communications Complex (Robledo de Chavela).

Robledo de Chavela é um município da Espanha na província e comunidade autónoma de Madrid, de área 94,1 km² com população de 3599 habitantes (2007) e densidade populacional de 35,72 hab/km².

## Demografia
| Variação demográfica do município entre 1991 e 2006 | Variação demográfica do município entre 1991 e 2006 | Variação demográfica do município entre 1991 e 2006 | Variação demográfica do município entre 1991 e 2006 |
| --------------------------------------------------- | --------------------------------------------------- | --------------------------------------------------- | --------------------------------------------------- |
| 1991                                                | 1996                                                | 2001                                                | 2006                                                |
| 1813                                                | 2139                                                | 2488                                                | 3319                                                |